# Eduardo Blanco (attore)
Eduardo Blanco, all'anagrafe Eduardo Blanco Morandeira (Buenos Aires, 28 febbraio 1958), è un attore argentino naturalizzato spagnolo, noto per aver interpretato il ruolo del Comandante Santiago Aguirre nella serie Alto mare (Alta mar).

## Biografia
Eduardo Blanco è nato il 28 febbraio 1958 a Buenos Aires (Argentina), entrambi i suoi genitori erano di origine galiziana. Una delle sue nonne è sepolta nel comune di Lalín, in provincia di Pontevedra.

## Carriera
Eduardo Blanco ha iniziato la sua carriera come attore di teatro sotto la direzione di Norma Aleandro in Cyrano de Bergerac, e in seguito ha recitato in opere di William Shakespeare come El sueño de una noche de verano e Macbeth.
Il suo debutto cinematografico è stato nel 1984 nel film Victoria 392, dove ha incontrato e stretto amicizia con il regista Juan José Campanella e il suo sceneggiatore Fernando Castets. Quesri ultimi due si sarebbero poi dedicati alla scrittura di ruoli appositamente per lui in una trilogia di film che aveva come protagonista Ricardo Darín e Blanco come suo amico: nel 1999 in El mismo amor, la misma lluvia, nel 2001 ne Il figlio della sposa (El hijo de la novia) e nel 2004 in Luna de Avellaneda. Nel 2006 ha collaborato per la quinta volta con Juan José Campanella nella serie televisiva Vientos de agua.
In televisione ha recitato in serie come nel 1985 in Duro como la roca... frágil como el cristal, nel 1986 in La viuda blanca, nel 1995 in Por siempre mujercitas, nel 2000 in Primicias, nel 2001 in El sodero de mi vida, nel 2002 in Franco Buenaventura, el profe, nel 2005 in Historias de sexo de gente común, nel 2006 in Vientos de agua, nel 2008 in Aquí no hay quien viva, nel 2011 in Recordando el show de Alejandro Molina e in Fronteras, nel 2015 in Entre caníbales, nel 2019 e nel 2020 in Alto mare (Alta mar) e nel 2022 in Venga Juan. Ha recitato anche in miniserie come nel 2000 in El hombre, nel 2011 in Decisiones de vida e nel 2015 in Se trata de nosotros. Nel 1987 ha recitato nella soap opera Stellina (Estrellita mía).

## Filmografia

### Cinema
- Victoria 392, regia di Juan José Campanella (1984)
- El mismo amor, la misma lluvia, regia di Juan José Campanella (1999)
- Aunque tú no lo sepas, regia di Juan Vicente Córdoba (2000)
- Il figlio della sposa (El hijo de la novia), regia di Juan José Campanella (2001)
- Conversaciones con mamá, regia di Santiago Carlos Oves (2004)
- Luna de Avellaneda, regia di Juan José Campanella (2004)
- Dolores de casada, regia di Juan Manuel Jiménez (2004)
- Tapas, regia di José Corbacho e Juan Cruz (2005)
- Un minuto de silencio, regia di Roberto Maiocco (2005)
- Naranjo en flor, regia di Antonio González-Vigil (2008)
- Pájaros muertos, regia di Guillermo Sempere e Jorge Sempere (2008)
- La vida empieza hoy, regia di Laura Mañá (2010)
- Una hora más en Canarias, regia di David Serrano (2010)
- 180º, regia di Fernando Kalife (2010)
- El Pozo, regia di Rodolfo Carnevale (2012)
- Una mujer sucede, regia di Pablo Bucca (2012)
- 20.000 Besos, regia di Sebastián De Caro (2013)
- Paternoster, regia di Daniel Alvaredo (2013)
- Kamikaze, regia di Álex Pina (2014)
- Cuando dejes de quererme, regia di Igor Legarreta (2018)
- El vasco, regia di Jabi Elortegi (2022)
- Dear Grandma, regia di Jabi Elortegi (2022)

### Televisione
- Duro como la roca... frágil como el cristal – serie TV, 39 episodi (1985)
- La viuda blanca – serie TV, 88 episodi (1986)
- Stellina (Estrellita mía) – telenovela (1987)
- Por siempre mujercitas – serie TV, 87 episodi (1995)
- El hombre – miniserie TV (2000)
- Primicias – serie TV (2000)
- El sodero de mi vida – serie TV, 203 episodi (2001)
- Franco Buenaventura, el profe – serie TV, 172 episodi (2002)
- Historias de sexo de gente común – serie TV, 7 episodi (2005)
- Vientos de agua – serie TV, 13 episodi (2006)
- Aquí no hay quien viva – serie TV, 39 episodi (2008)
- Recordando el show de Alejandro Molina – serie TV, 3 episodi (2011)
- Decisiones de vida – miniserie TV (2011)
- Fronteras – serie TV (2011)
- Se trata de nosotros – miniserie TV, 5 episodi (2015)
- Entre canibales – serie TV, 60 episodi (2015)
- Alto mare (Alta mar) – serie TV, 22 episodi (2019-2020)
- Venga Juan – serie TV, 1 episodio (2021)

### Cortometraggi
- Detrás de la imágen, regia di Lichu Musso (2003)

## Doppiatori italiani
Nelle versioni in italiano dei suoi film e delle sue serie TV, Eduardo Blanco è stato doppiato da:
- Roberto Freddi[11] in Stellina[12]
- Angelo Maggi[13] ne Il figlio della sposa
- Roberto Fidecaro[14] in Alto mare[15]

## Riconoscimenti
- Clarín Entertainment Awards
  - 2004: Vincitore come Miglior attore non protagonista per il film Luna de Avellaneda

- Festival del cinema latinoamericano di Lleida
  - 2012: Vincitore del Premio onorario

- Premi dell'Associazione dei critici cinematografici argentini
  - 2000: Vincitore come Miglior attore rivelazione maschile per El mismo amor, la misma lluvia
  - 2000: Vincitore come Miglior attore non protagonista per El mismo amor, la misma lluvia
  - 2002: Vincitore come Miglior attore non protagonista per El hijo de la novia
  - 2005: Candidato come Miglior attore protagonista per il film Luna de Avellaneda